# Презумпція вини (фільм)
«Презумпція вини» — російсько-український телевізійний фільм 2007 року.

## Сюжет
У Федора вся його родина — це донька, яка навчається у школі. Коли обставини складаються так, що вона потрапляє до лікарні, Федір здійснює різні спроби у надії отримати потрібну суму для лікування. Та нічого не виходить. Тоді Федір зважується на відчайдушний крок — злочин. Усе ускладнюється тим, що розслідуванням займається його нова знайома, Ольга.